# Homo faber
Homo faber es una locución latina que significa "el hombre que hace o fabrica". Se usa principalmente en contraposición a Homo sapiens, la denominación biológica de la especie humana, locución también latina que significa "el hombre que sabe".

## Usos comunes de la locuciónhomo faber
El escritor latino Appius Claudius Caecus (340 a. C.-273 a. C.) la usó en su obra Sententiæ para referirse a la capacidad de los seres humanos de controlar su destino y su entorno: Homo faber suae quisque fortunae (cada persona es el artífice de su propio destino).
En su trabajo más conocido, El Capital (1867), Karl Marx la utiliza en relación con la frase de Benjamin Franklin "el hombre es el animal que hace herramientas".
El filósofo francés Henri Bergson la empleó en su obra La evolución creadora (1907), donde definió la inteligencia como "la capacidad de crear objetos artificiales, en particular herramientas para hacer herramientas, y de modificarlos de modo ilimitado".
Fue usado por la teórica de la política Hannah Arendt (1958) para enfatizar la capacidad humana de controlar su entorno con el uso de herramientas. También en el mismo sentido, por el escritor Max Frisch en su novela Homo faber (1957).

## Antropología
En antropología, el Homo faber (en el sentido del hombre que se interesa en las cosas prácticas) se contrapone al Homo ludens (en el sentido del hombre que juega, que se interesa en la diversión). También se usa en conjunción o contraposición al deus faber (el dios el que crea) cuyo prototipo es Vulcano el dios de la fragua

## Homo Ludens y animales
En el libro "Homo Ludens" de Johan Huizinga, se propone desde un principio que el término correcto para denominar a nuestra especie no es el de "Homo faber" (hombre que fabrica), sino el de "Homo ludens" (hombre que juega). Considerando que el juego puede ser más antiguo que el término de cultura misma, dado que el juego ya existía en los animales desde antes que el hombre, el término usado por Huizinga no cae sólo en una cuestión de opinión. Ahora bien, comparar al Homo ludens con todos los animales es un tanto arbitrario, tenemos que definir bien como se crea un juego y ver quienes cumplen con los requisitos. El juego necesita reglas para que pueda existir, pero estas reglas no están escritas en ninguna parte, así que se tiene que recurrir a la imaginación para poder materializarlas. El lóbulo frontal es la parte del cerebro que ayuda a todos los mamíferos a realizar tareas motoras, ayuda de igual manera a guardar experiencias, es decir a memorizar cosas pasadas. Esta última parte es esencial para la creación de cualquier juego, sin ella, las reglas cambiarían cada vez que se quisiera volver a jugar. En otras palabras, el juego sólo puede ser creado por seres humanos y los demás mamíferos del mundo.